# جوني ماير
جوني ماير (بالإنجليزية: Johnny De Meyer)‏ (و. 1979 – م) هو مخرج مسرحي، وممثل، من بلجيكا.

## وصلات خارجية
- جوني ماير على موقع IMDb (الإنجليزية)